# Communauté de communes du Sud Quercy de Lafrançaise
La  communauté de communes du Sud Quercy de Lafrançaise  est une ancienne communauté de communes française, située dans le département de Tarn-et-Garonne dans la région Occitanie.

## Historique
Créée le 22 décembre 1997
Elle disparaît le 1er janvier 2017 à la suite d'une fusion pour devenir Communauté de Communes Coteaux et Plaines du Pays Lafrançaisain

## Composition
Elle est composée des communes suivantes :
| Nom                 | Code Insee | Gentilé        | Superficie (km2) | Population (dernière pop. légale) | Densité (hab./km2) |
| ------------------- | ---------- | -------------- | ---------------- | --------------------------------- | ------------------ |
| Lafrançaise (siège) | 82087      | Lafrançaisains | 50,82            | 2 874 (2014)                      | 57                 |
| Labarthe            | 82077      | Labarthais     | 23,24            | 388 (2014)                        | 17                 |
| L'Honor-de-Cos      | 82076      | Honorois       | 32,07            | 1 549 (2014)                      | 48                 |
| Montastruc          | 82120      | Montastrucois  | 4,67             | 329 (2014)                        | 70                 |
| Piquecos            | 82140      | Piquecosais    | 7,79             | 404 (2014)                        | 52                 |
| Puycornet           | 82144      | Puycornetois   | 27,46            | 725 (2014)                        | 26                 |
| Vazerac             | 82189      | Vazeracais     | 32,68            | 721 (2014)                        | 22                 |

## Démographie
| 1999  | 2009  | 2011  |
| ----- | ----- | ----- |
| 7 010 | 7 065 | 7 102 |

## Présidence
| Période                                  | Période       | Identité         | Étiquette | Qualité                            |
| ---------------------------------------- | ------------- | ---------------- | --------- | ---------------------------------- |
| 16 avril 2014                            | 2016          | Thierry Delbreil | DVG       | Maire de Lafrançaise (2014 → )     |
| 15 avril 2008                            | 16 avril 2014 | Patrick Soulhac  | PRG       | Maire de Lafrançaise (2001 → 2014) |
| juin 1995                                | 2008          | Jacques Roset    |           | .                                  |
| Les données manquantes sont à compléter. |               |                  |           |                                    |